# Formosatettix dayaoshanensis
Formosatettix dayaoshanensis är en insektsart som beskrevs av Zheng, Z. och G. Jiang 1997. Formosatettix dayaoshanensis ingår i släktet Formosatettix och familjen torngräshoppor. Inga underarter finns listade i Catalogue of Life.